# Helcogramma hudsoni
Helcogramma hudsoni es una especie de pez de la familia Tripterygiidae en el orden de los Perciformes.

## Morfología
• Los machos pueden llegar alcanzar los  cm de longitud total.

## Hábitat
Es un pez de mar  y de clima tropical y asociado a los  arrecifes de coral que vive hasta los 3 m de profundidad.

## Distribución geográfica
Se encuentra desde las Islas Izu (Japón)  en Vanuatu, Fiyi, las Islas Salomón y la Samoa.